# Sociaal kapitaal
Sociaal kapitaal is het totaal aan hulpmiddelen dat beschikbaar is voor (individuen in) een gemeenschap om de sociale organisatie vorm te geven. Belangrijke elementen van sociaal kapitaal zijn sociale relaties, groepslidmaatschap, formele en informele sociale netwerken, gedeelde normen, vertrouwen, wederkerigheid en inzet voor de gemeenschap. Deze hulpmiddelen vinden hun voedingsbodem in bijvoorbeeld gemeenschapsactiviteiten, sociale steun en participatie. 
Welke elementen precies deel uitmaken van het sociaal kapitaal, hangt af van de gehanteerde definitie.
Sociaal kapitaal is van waarde als de persoon in kwestie zijn sociale netwerk heeft gemobiliseerd. 

## Geschiedenis van het begrip
De wortels van het begrip liggen in het werk van de 19e-eeuwse socioloog Émile Durkheim. Die stelde onder meer dat het behoren tot een groep en het ervaren van sociale steun bescherming bieden tegen werkloosheid en zelfmoord. Belangrijk voor de recente herwaardering van het begrip zijn met name geweest de Franse socioloog Pierre Bourdieu en de Amerikaanse politicoloog Robert Putnam.